# Gesamtsystem
Ein Gesamtsystem ist ein geordneter Verbund  heterogener Einzelsysteme. Es ist letztlich selbst ein System, das aus Subsystemen besteht. Beispiele für ein Gesamtsystem sind z. B. der menschliche Organismus, der unter anderem aus den Organsystemen Verdauungssystem, Nervensystem, Lymphsystem, Immunsystem und Herz-Kreislauf-System besteht, oder ein Auto, das unter anderem aus Antriebs-, Lenk- und Bremssystem besteht.    